# Glaspalast
Il Glaspalast (Palazzo di vetro in tedesco) era un padiglione espositivo in ghisa e vetro situato nell'Alter Botanischer Garten (Vecchio Giardino Botanico) di Monaco di Baviera che fu inaugurato il 15 luglio 1854 e andò distrutto in un incendio doloso il 6 giugno 1931.

## Storia

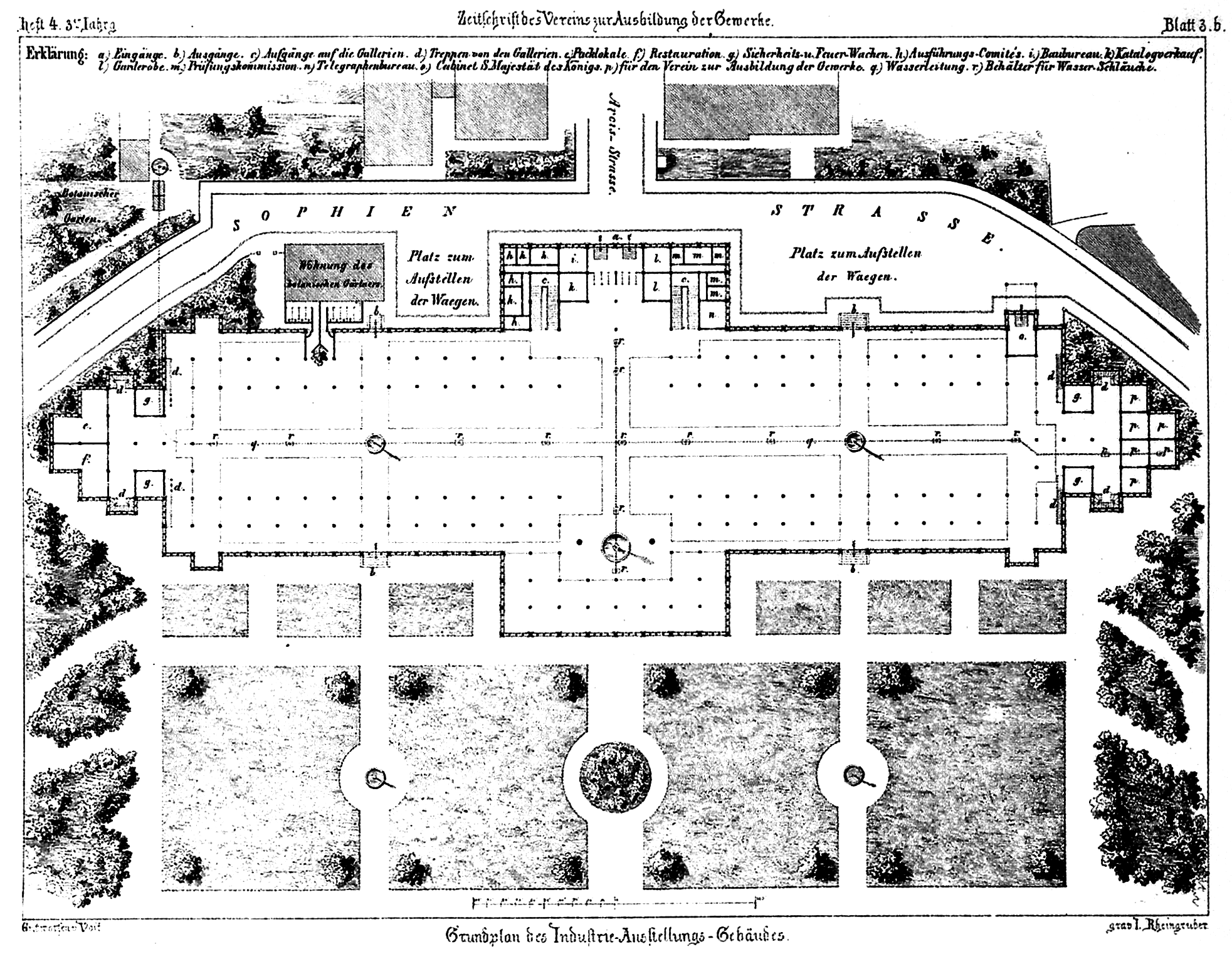
Planimetria 1854

Il Glaspalast fu commissionato, sul modello del Crystal Palace di Londra, da Massimiliano II re di Baviera per ospitare la Prima Esposizione Industriale Tedesca del 1854.
Progettato dall'architetto August von Voit, fu realizzato nel 1854 dalla MAN AG in un'area a nord del Giardino botanico vicino a Karlsplatz, piazza di Monaco detta anche Stachus. Originariamente si era pianificato di erigerlo in Maximiliansplatz, ma la commissione pertinente del caso optò per un'area vicino alla stazione ferroviaria. Come fu anche per il Palazzo di Cristallo di Londra il progetto iniziale era più articolato, ma a causa dei tempi brevi fu significativamente semplificato facendo uso di componenti standard.
Le tecniche di costruzione dei pannelli in vetro e ghisa stampata furono le stesse che erano già state usate per il Mercato coperto Schrannenhalle e per il Giardino d'inverno della Residenza di Monaco. Furono adoperati solo vetro e ghisa, omettendo completamente le parti in muratura tradizionale, che non sarebbe stato possibile erigere nel breve tempo a disposizione.
Le 1700 tonnellate di pezzi in ghisa prefabbricati furono fornite da Cramer-Klett di Norimberga, leader a quel tempo nel campo delle realizzazioni in ghisa avendo già fornito i materiali per la costruzione del ponte Großhesseloher a Monaco e per il conservatorio Massimiliano II sempre a Monaco. Il vetro fu prodotto nel modo tradizionale che si usava a Schmidsfelden, borgo celebre per le sue vetrerie.
L'edificio, a due piani, era lungo 234 metri, largo 67 e alto 25 metri.
La costruzione, iniziata il 31 dicembre 1853, fu completata in soli sei mesi: si impiegarono due mesi per gettare le fondamenta, tre mesi per costruire la struttura in ghisa e poter così installare le 37000 finestre, e si finì il 7 giugno 1854 con un costo totale di 800000 marchi dell'epoca.

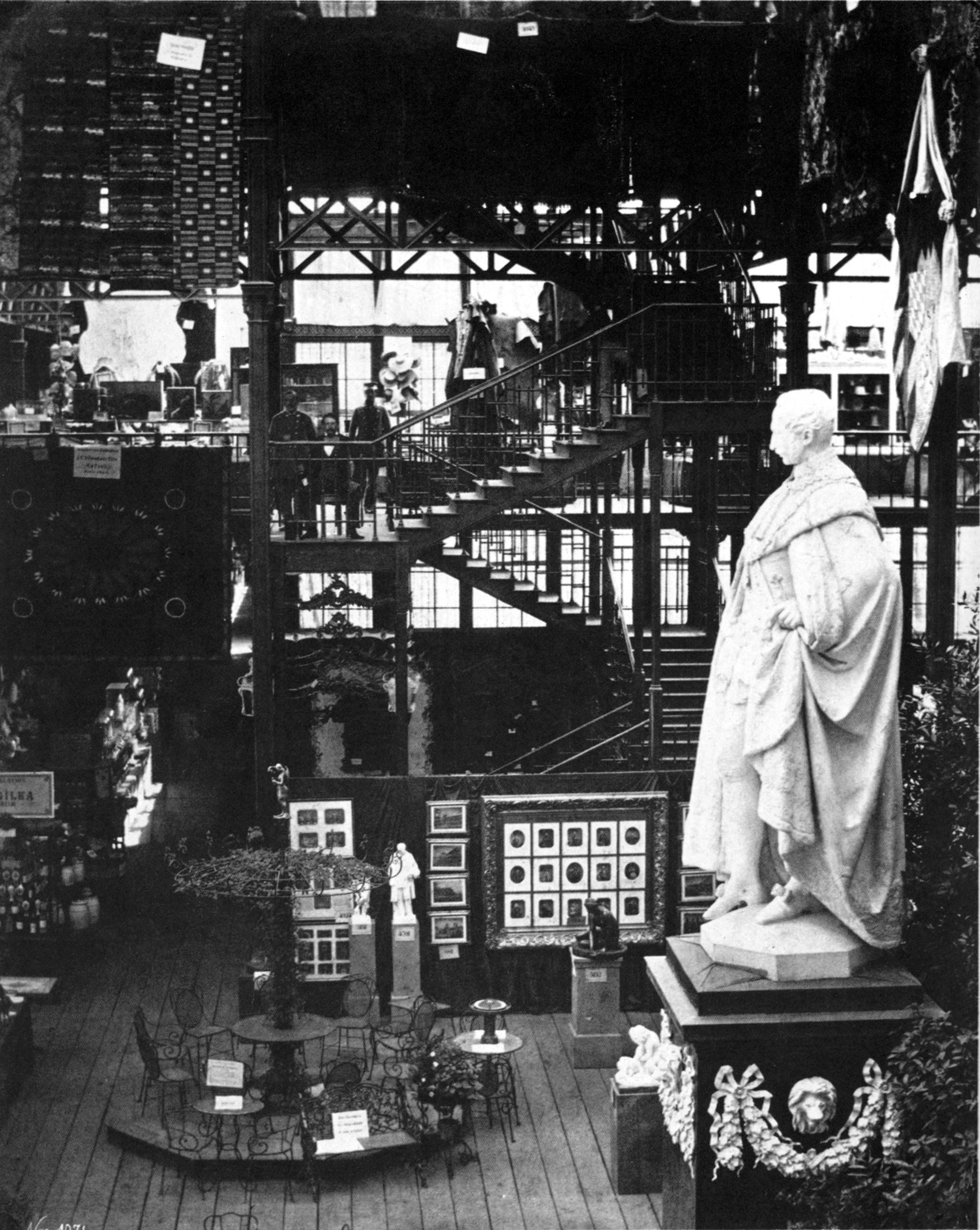
Mostra dell'Industria tedesca al Glaspalast, 1854

L'esposizione aprì i battenti cinque settimane dopo, il 15 luglio 1854, solo tre anni dopo che era stato inaugurato il Crystlal Palace di Londra che fece da modello; l'evento fu oscurato però dall'epidemia di colera che colpì prima lo staff e poi gli ospiti della mostra.
Quando fu costruito era stato dato per scontato che si sarebbe poi convertito in una serra, invece non fu mai usato a tal scopo.

Nel 1858 vi venne organizzata la Prima mostra d'arte e storia tedesca, a cui seguirono la Prima Mostra internazionale d'arte del 1869 e la Terza Mostra internazionale d'arte del 1888.

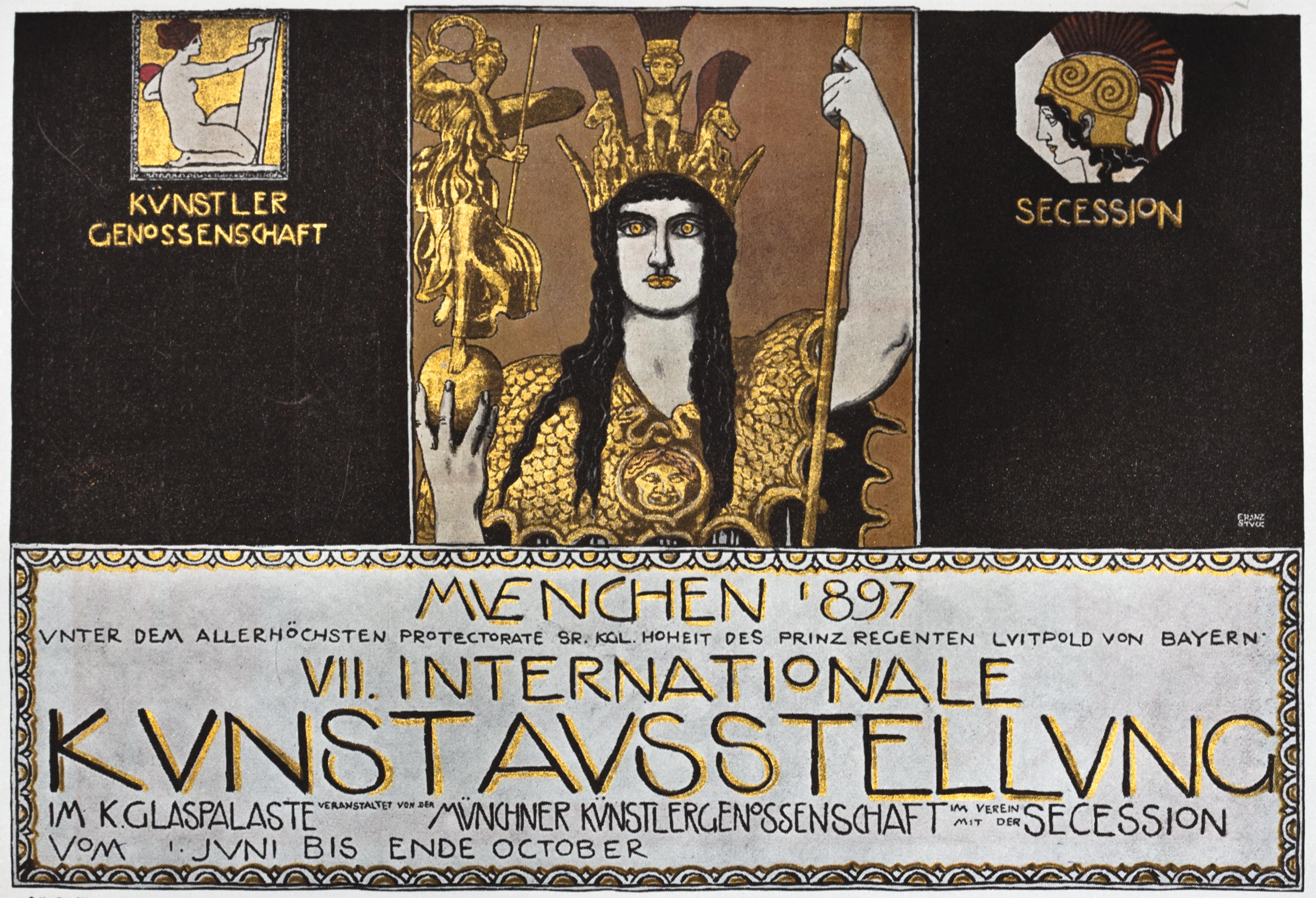
Manifesto della Settima mostra internazionale d'arte di Monaco, Franz von Stuck, 1897

Nel 1882 vi ebbe luogo la prima mostra illuminata elettricamente: dalla centrale di Miesbach, lontana 50 km, l'elettricità fu portata a Monaco tramite una linea di corrente continua ad alta tensione da 2000 volt costruita dall'ingegnere tedesco Oskar von Miller, dimostrando la possibilità di portare la corrente a grandi distanze.
Dal 1889 il palazzo fu destinato quasi esclusivamente alle mostre d'arte, sia a fini di commercio che non, divenendo così una parte importante della vita sociale, artistica e culturale della città di Monaco, che a sua volta era ormai il punto di riferimento per l'arte e la cultura in Germania.
Il palazzo fu distrutto da un incendio, poi scopertosi doloso, il 6 giugno 1931.
L'incendio al Glaspalast fu definito come uno dei peggiori disastri d'Europa nel campo dell'arte: era dai tempi della Guerra dei trent'anni che in Germania non si vedeva la distruzione di tante opere d'arte. Tra le 2820 opere esposte, dipinti, sculture e opere grafiche, furono distrutti più di 110 dipinti dei primi del XIX secolo di autori tra i quali Caspar David Friedrich, Moritz von Schwind, Karl Blechen e Philipp Otto Runge; circa 1000 lavori di artisti contemporanei furono pesantemente danneggiati, e solo 80 opere furono salvate intatte. Il danno fu stimato tra i 25000 e i 30000 marchi dell'epoca. Circa le cause dolose si ipotizzò l'attacco di qualche artista deluso ma non fu mai confermato dalle indagini ufficiali. Nei tentativi di domare l'incendio furono feriti 20 pompieri che si arresero solo quando si constatò che le 75 stanze erano ormai completamente bruciate.

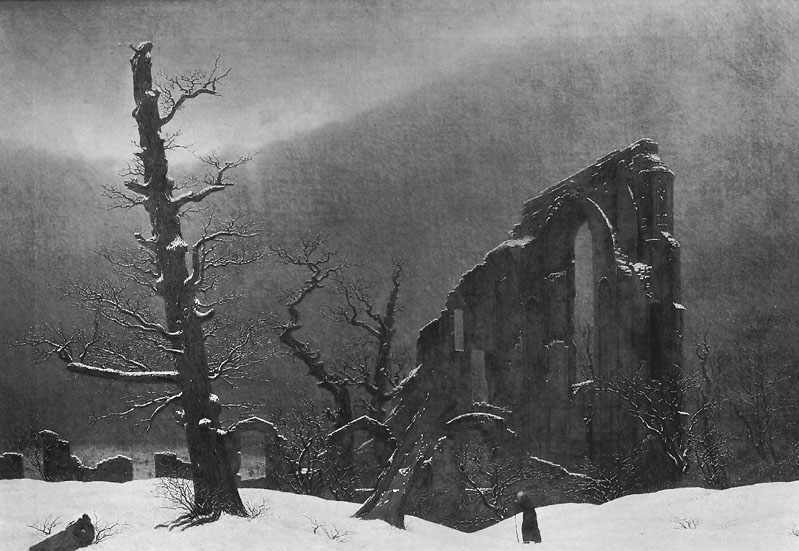
Paesaggio invernale con chiesa (1807-1808) di Caspar David Friedrich, tra le opere distrutte nell'incendio.

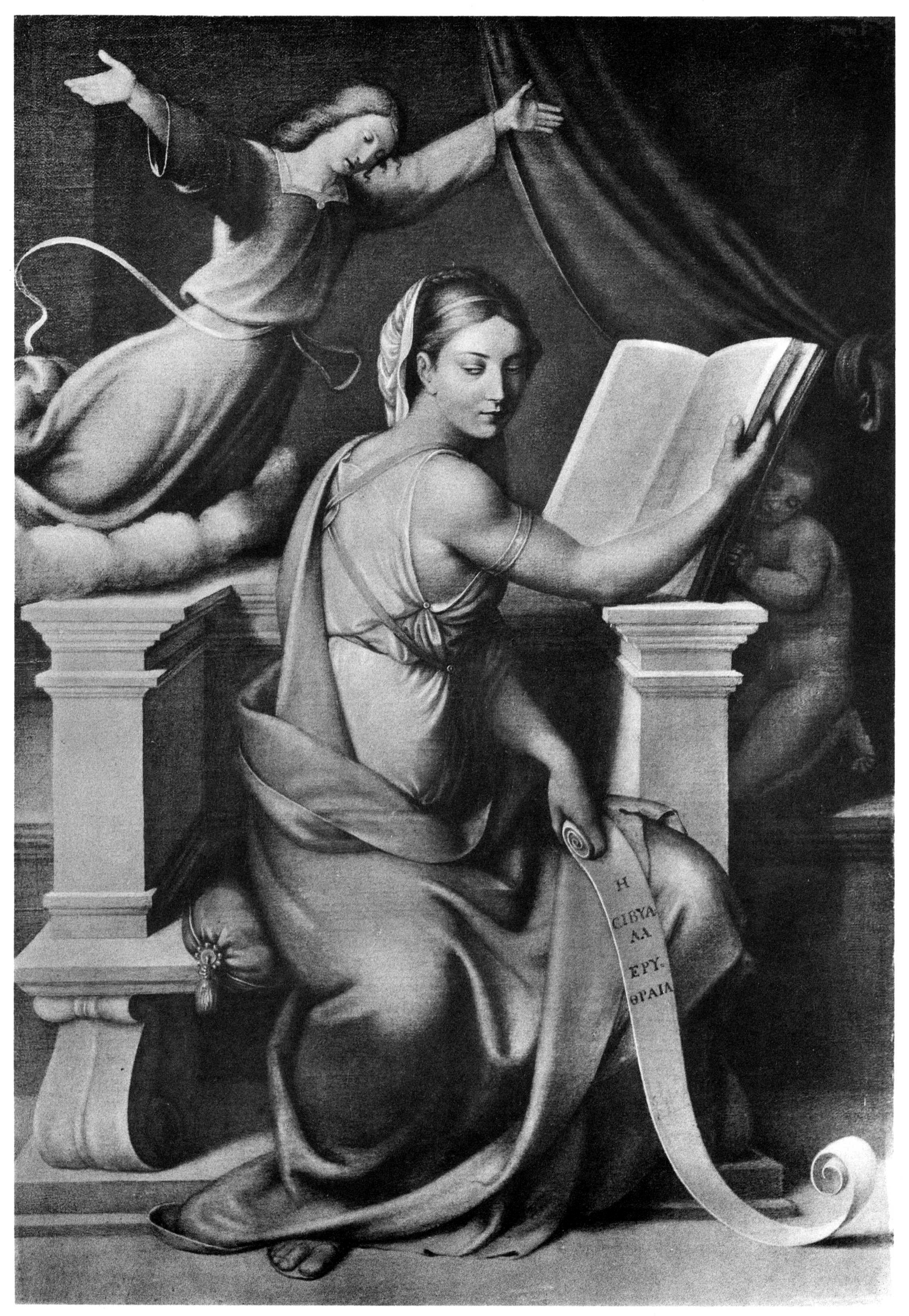
Dipinto di Friedrich Overbeck distrutto nell'incendio

Dopo l'incendio si pensò più volte di ricostruire il Glaspalast ma nel '33, con l'ascesa al potere del Nazismo, il progetto fu abbandonato a favore della costruzione del Haus der Kunst (Casa dell'Arte) in Prinzregentenstraße vicino al Giardino Inglese.
Nel 1936 vi fu eretta una piccola costruzione, distrutta durante la seconda guerra mondiale e in seguito ricostruita da alcuni artisti al termine della guerra.
Adesso nello stesso posto c'è il ristorante Park Café.
La fontana del Glaspalast, rimossa dalla sua originale collocazione nel 1875, rimase intatta ed è ora visibile in Weißenburger Platz, nel quartiere di Haidhausen.